# Комаровка (Быховский район)
Комаро́вка (бел. Камароўка) — посёлок в составе Черноборского сельсовета Быховского района Могилёвской области Республики Беларусь.

## Население
- 2010 год — 2 человека